# Stěna (geometrie)

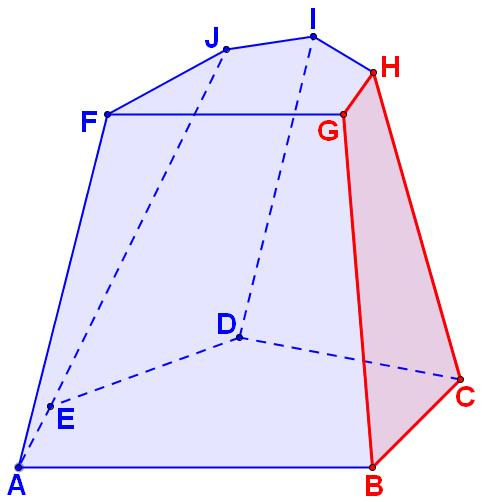
Mnohostěn ABCDEFGHIJ s vyznačenou stěnou BCHG

Stěna je v geometrii mnohoúhelník, jehož strany jsou sousedními hranami tělesa. Stěna je tedy rovinný útvar, který spolu s ostatními stěnami omezuje objem tělesa. Část prostoru ohraničená stěnami se nazývá vnitřek mnohostěnu a bývá obvykle považována za jeho součást. Spodní a horní stěna tělesa se označují jako základny, pokud jsou rovnoběžné; pokud rovnoběžné nejsou, základna se označuje pouze dolní stěna. Dolní základna se také označuje jako podstava. Jehlan a kužel mají pouze jednu základnu. Stěny sousedící s podstavou hranolu nebo jehlanu se nazývají boky.
Každý mnohostěn musí mít alespoň čtyři stěny. Mnohostěny jsou označovány podle počtu stěn – např. čtyřstěn (tetraedr), pětistěn (pentaedr), šestistěn (hexaedr), sedmistěn (heptaedr), osmistěn (oktaedr), dvanáctistěn (dodekaedr), dvacetistěn (ikosaedr) atd.
Hranoly a jehlany jsou označovány podle počtu boků – např. čtyřboký jehlan, pětiboký hranol atd.
Pro některé důležité mnohostěny existuje také samostatné označení, např. jehlan, krychle apod.
Počet stěn (s) konvexního mnohostěnu určíme, pokud známe počet jeho hran (h) a vrcholů (V) pomocí tzv. Eulerovy věty:
V − h + s = 2